# Кастиадас
Кастиа̀дас (на италиански и на сардински: Castiadas) е село и община в Южна Италия, провинция Южна Сардиния, автономен регион и остров Сардиния. Разположено е на 60 m надморска височина. Населението на общината е 1561 души (към 2010 г.).
До 1986 г. Кастиадас е част от община Муравера.